# San Miguel (Buenos Aires)
San Miguel è una città dell'Argentina, capoluogo del partido omonimo, situato nella provincia di Buenos Aires. È uno dei principali centri dell'area nord-occidentale della conurbazione della Grande Buenos Aires.

## Storia
La città fu fondata il 18 maggio 1864 da Adolfo Sourdeaux, agronomo argentino di origine francese; inizialmente prese il nome di San José de Pilar e in seguito fu ribattezzata San Miguel.

## Società

### Popolazione
All'epoca del censimento del 2001, San Miguel aveva una popolazione di 157 532 abitanti.

## Infrastrutture e trasporti

### Ferrovie
San Miguel è servita da una propria stazione ferroviaria posta lungo la linea suburbana San Martín che unisce Buenos Aires con le località della parte nord-occidentale dell'area metropolitana bonaerense.